# Anne-Catherine Bucher
Anne-Catherine Bucher, née le 16 octobre 1968 à Thionville, est une musicienne, claveciniste et organiste, active dans le domaine de la musique baroque. 
Elle participe à la redécouverte et à la valorisation du patrimoine musical baroque lorrain, en créant notamment son ensemble de musique ancienne Le Concert lorrain. 

## Biographie

### Formation
Anne-Catherine Bucher découvre l'orgue avec Raphaële Garreau de Labarre à l'église Saint-Maximin de Thionville. 
Elle étudie le clavecin auprès de Michèle Dévérité au conservatoire de Metz et l'orgue et la basse continue auprès de Norbert Pétry, en particulier sur l'orgue Renaissance de la cathédrale de Metz. 
Elle parfait sa formation au Conservatoire national supérieur de musique de Lyon auprès de Françoise Lengellé et Huguette Dreyfus, aux Conservatoires royaux de Mons et de Bruxelles dans la classe de Robert Kohnen et au Conservatoire de Strasbourg avec Martin Gester. 
Elle suit également les masterclasses de Jesper Christensen en basse continue, Gustav Leonhardt en clavecin, Cecilia Gracia Moura en danse baroque et Bruna Gondoni en danse italienne.

### Carrière

#### Soliste

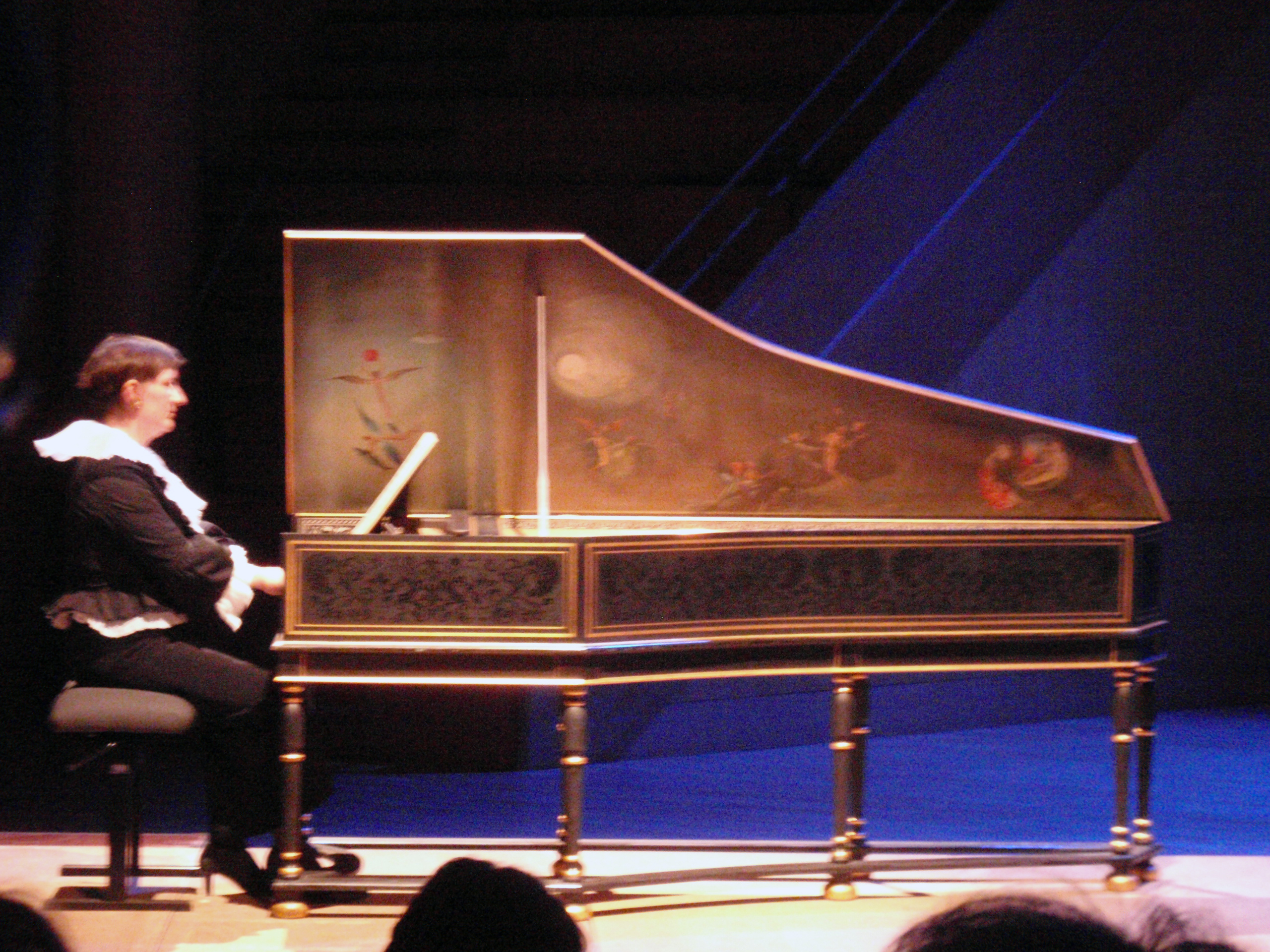
Anne-Catherine Bucher au clavecin le 4 juin 2010 à l'Arsenal de Metz

En tant que musicienne et soliste, elle joue avec divers ensemble de musique ancienne, parmi lesquels Le Concert Brisé (William Dongois), Le Concert Spirituel (Hervé Niquet), La Compania Musical (Josep Cabré).
Le 1er avril 2016, à l'Arsenal de Metz, elle joue au 18e conseil des ministres franco-allemands, devant Angela Merkel et François Hollande.
En 2019, son premier enregistrement soliste, les Variations Goldberg de Jean-Sébastien Bach, sort sous label Naxos et reçoit un accueil favorable de la critique.

#### Directrice artistique du Concert Lorrain
En 2000, elle fonde son propre ensemble de musique ancienne, Le Concert lorrain, avec lequel elle s’empare du patrimoine musical de sa région. Elle contribue ainsi régulièrement à la redécouverte de compositeurs baroques locaux, tels que Henry Madin, Thomas-Louis Bourgeois, Joseph Bodin de Boismortier, Claude Seurat... 
Le premier enregistrement de l’ensemble, Le Manuscrit des Ursulines de la Nouvelle-Orléans, rencontre un grand succès critique. 
À partir de 2006, elle accueille à la direction artistique de l'ensemble le violoncelliste baroque Stephan Schultz, grâce à qui elle élargit le répertoire abordé. Elle poursuit ce travail de redécouverte en 2007 avec le compositeur Henry Madin dont elle enregistre les Petits Motets. 
En 2012, elle s'empare des cantates de Thomas-Louis Bourgeois, qu'elle enregistre avec Le Concert lorrain et la soprano Carolyn Sampson,.
Le travail musicologique d’Anne-Catherine Bucher la conduit à développer la série de concerts-conférences Les Cafés Baroques, créés aux Trinitaires de Metz en 2009 et présentés depuis dans divers lieux patrimoniaux de la région. Ont notamment collaboré à ces Cafés Baroques Gilles Cantagrel et Chapelier Fou,.
Le Concert lorrain est un ensemble associé à la Cité musicale-Metz.

### Enseignement
Titulaire du diplôme d’État en 1991, elle crée la classe de clavecin au Centre d'initiation musicale de Bar-le-Duc. 
Elle obtient en 1993 son certificat d'aptitude aux fonctions de professeur de clavecin et devient professeure de clavecin au conservatoire de Nancy, où elle participe à la création de son département de musique ancienne. 
Elle donne plusieurs classes de maître parmi lesquelles Digne-les-Bains (1993), Puebla (Mexique, 1994), La Havane (Cuba 2002), Périgueux (2004), Magdebourg (2014). 
Elle reprend la classe de clavecin du Conservatoire à rayonnement régional de Metz en 2004 et enseigne la transmission dans la musique ancienne à l’École supérieure d'art de Lorraine.

## Discographie sélective
- La Barca d'Amore (1998), avec Le Concert brisé (William Dongois)
- Le Manuscrit des Ursulines de la Nouvelle-Orléans (2002), avec Le Concert lorrain
- Boismortier, Daphnis et Chloé (2002), avec Le Concert spirituel (Hervé Niquet)
- Musique transalpine à la cour de Louis XIV (2003), avec Le Concert brisé (William Dongois)
- Biber, Requiem in F (2003), avec Arsys Bourgogne, sous la direction de Pierre Cao.
- Les Petits Motets d'Henry Madin (2007), avec Le Concert lorrain
- Les Sirènes (2012), cantates de Thomas-Louis Bourgeois, avec la soprano Carolyn Sampson et Le Concert lorrain
- Goldberg Variationen (2019), avec Le Concert lorrain

## Prix et distinctions
Le 4 décembre 2008, Anne-Catherine Bucher est distinguée par l'Académie nationale de Metz pour l'ensemble de son œuvre, catégorie Arts et Conservation du patrimoine.